# Post- och telestyrelsen

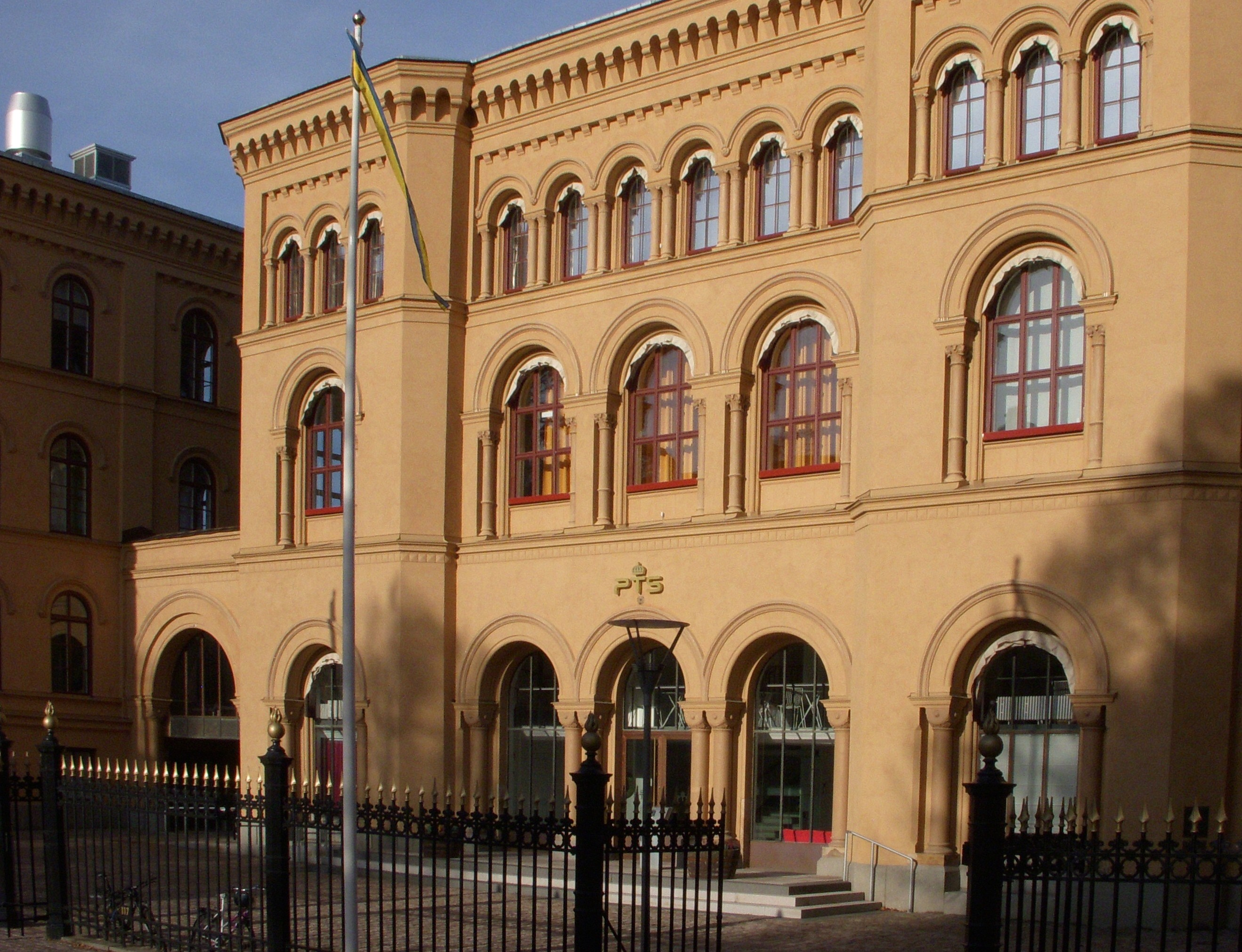
Post- och telestyrelsens byggnad vid Valhallavägen i Stockholm.

Post- och telestyrelsen (PTS) är en svensk statlig förvaltningsmyndighet som har ett samlat ansvar inom postområdet och området för elektronisk kommunikation (telekommunikationer, IT och radio). Myndigheten sorterar under Finansdepartementet.
Myndigheten är från 1 oktober 2022 beredskapsmyndighet och sektorsansvarig myndighet för beredskapssektorn elektroniska kommunikationer och post.
I december 2024 gav regeringen Post- och telestyrelsen (PTS) och Myndigheten för digital förvaltning i uppdrag att lämna förslag på hur Diggs uppgifter kan överföras till och inordnas i PTS inför en avveckling av den senare organisationen.

## Historik
PTS fick sitt nuvarande namn 1 mars 1994 i samband med att postverket ombildades till ett statligt bolag, Posten AB. Det statliga myndighetsutövandet som postverket ansvarat för flyttades till PTS föregångare Telestyrelsen. Telestyrelsen bildades 1 juli 1992 inför Televerkets bolagisering 1 juli 1993 (Se Telia Sonera AB).[källa behövs]
Under 2014 var PTS ordförande för EU-organet BEREC.

## Verksamhet
PTS arbetar reglerande utifrån lagar och föreskrifter, men bedriver även främjandearbete för att stötta utvecklingen inom sektorn elektronisk kommunikation och post. I första hand agerar PTS genom att analysera och beskriva marknaden, informera och ha dialog. PTS kan också lämna förslag till regeringen, till exempel om ändringar i lag.
Reglerar och granskar marknadsaktörerna
PTS sätter upp spelregler för marknaden och granskar marknadsaktörerna (tillsyn) med utgångspunkt i bland annat lagar och föreskrifter. Tillsynen inleds genom dialog. Om problem inte kan lösas på annat sätt kan myndigheten fatta tvingande tillsynsbeslut (förelägganden) och besluta i tvister.
Finansiering av samhällsviktiga lösningar och tjänster
När samhället ställer högre krav på den elektroniska kommunikationen än vad marknadens aktörer erbjuder kan PTS finansiera lösningar. Till exempel finansierar PTS tjänster för personer med funktionsnedsättning och åtgärder för att öka robustheten i kommunikationsnäten. Myndigheten upphandlar även telefoni för vissa hushåll och företag och kan sätta villkor om täckning i samband med tilldelning av radiofrekvenser.
Främjandearbete
PTS bedriver också ett arbete för att stötta utvecklingen, så kallat främjandearbete, till exempel vad gäller tillgången till kommunikation för alla och i alla delar av landet. Det kan till exempel handla om att samla olika intressenter som kan bidra och få dem att tillsammans hitta lösningar på problem.

## Finansiering
PTS löpande arbete finansieras i huvudsak av avgifter som tas ut av operatörer samt företag och personer som har tillstånd som PTS har tillsyn över, exempelvis tillstånd för olika typer av radioanvändning. PTS får också särskilda anslag för arbete med och upphandling av robust kommunikation och tjänster för personer med funktionsnedsättning.

## Författningssamling
PTS författningssamling innehåller en samling föreskrifter och allmänna råd som PTS har utfärdat, samt ej upphävda föreskrifter utgivna av Televerket.

## Generaldirektörer och myndighetschefer
- Jan Freese 1 mars 1994–1 april 1998
- Nils Gunnar Billinger 1 april 1998–1 juni 2004
- Marianne Treschow 1 juni 2004 (tf.)–18 december 2004 (ord.)–31 december 2009
- Göran Marby 1 januari 2010–27 mars 2016
- Catarina Wretman (tf.) 28 mars 2016–31 januari 2017
- Dan Sjöblom 1 februari 2017–

## Post- och telestyrelsens uppgifter i krig
Post- och telestyrelsen (PTS) har ett övergripande ansvar för att säkerställa att elektroniska kommunikationer och post fungerar effektivt och säkert, även under krig eller höjd beredskap. Som sektorsansvarig myndighet för elektroniska kommunikationer och post har PTS flera viktiga uppgifter i sådana situationer:
Samordning och ledning av krishantering: PTS ansvarar för att samordna och leda insatser vid kriser som påverkar elektroniska kommunikationer och post. Detta inkluderar att säkerställa en effektiv samverkan mellan olika myndigheter, operatörer och andra aktörer för att hantera krissituationer.
Övervakning och rapportering: Vid teleavbrott eller störningar är PTS huvudsakliga uppgift att övervaka situationen, samla in uppgifter om händelseförloppet och rapportera till regeringen och Myndigheten för samhällsskydd och beredskap (MSB).
Stöd till operatörer och företag: PTS stödjer operatörer och företag för att säkerställa att elektroniska kommunikationer och post fungerar även vid kris och höjd beredskap. Detta görs bland annat genom att genomföra övningar och utbildningar, samt att granska att aktörer följer lagens krav.
Förebyggande åtgärder: PTS arbetar förebyggande med åtgärder som ska se till att kommunikationen är säker och robust. Detta inkluderar att finansiera funktioner för reservel och utbyggnad av alternativa förbindelser i bredbandsnäten.
Genom dessa åtgärder bidrar PTS till att upprätthålla en robust och säker infrastruktur för elektroniska kommunikationer och post, även under krig eller höjd beredskap.

## Motsvarande myndigheter i andra länder
- Nasjonal kommunikasjonsmyndighet i Norge
- Kommunikationsverket i Finland
- Bundesnetzagentur i Tyskland
- Federal Communications Commission (FCC) i USA